# Amphilaïs tachetée
Ne doit pas être confondu avec Bouscarle de Seebohm.
Bradypterus seebohmi
Espèce
Synonymes
- Dromaeocercus seebohmi Sharpe, 1879 (protonyme)[2]
- Amphilais seebohmi (Sharpe, 1879)[2]

Statut de conservation UICN

 LC  : Préoccupation mineure
L'Amphilaïs tachetée (Bradypterus seebohmi) ou dromaeocerque de Seebohm, est une espèce de passereaux.

## Étymologie
Le nom Dromaeocerque vient du nom du l'ancien genre Dromaeocercus qui signifie queue d'émeu que l'on retrouve dans le nom vernaculaire anglais « Emu-tail ». Amphilaïs vient de l'ancien genre Amphilais, il est à rapprocher du nom des hypolaïs. Le nom de l'espèce rend hommage à Henry Seebohm.

## Taxonomie
À la suite de la réorganisation de la famille des Locustellidae, l'espèce a été rattachée au genre Cincloramphus par la classification de référence du Congrès ornithologique international (version 8.2, 2018). C'était auparavant l'unique espèce de l'ancien genre Amphilais, c'est pourquoi on peut trouver chez certaines sources le nom Amphilais seebohmi.
Le nom binominal Bradypterus seebohmi a désigné jusqu'en 2012 la bouscarle de Seebohm (Locustella seebohmi). Il convient de vérifier soigneusement les sources, en se référant par exemple au nom d'auteur, pour écarter  tout risque de confusion.

## Répartition
Cet oiseau est endémique de Madagascar.